# Morens
|  | Per a altres significats, vegeu «Morens (Baixa Ribagorça)». |

'Morens (occità) o Mourens (francès) és un municipi francès al departament de la Gironda (regió de Nova Aquitània).

## Demografia
| 1962                                      | 1968 | 1975 | 1982 | 1990 | 1999 | 2007 |
| ----------------------------------------- | ---- | ---- | ---- | ---- | ---- | ---- |
| 416                                       | 434  | 385  | 382  | 341  | 358  | 392  |
| Des de 1962 població sense dobles comptes |      |      |      |      |      |      |

## Administració
| Període | Identitat      | Partit |
| ------- | -------------- | ------ |
| 2008-   | Bruno Limouzin |        |